# Ludwig Goldbrunner
Ludwig Goldbrunner (Monaco di Baviera, 5 marzo 1908 – Monaco di Baviera, 26 settembre 1981) è stato un calciatore e allenatore di calcio tedesco, di ruolo difensore.

## Carriera
Giocò tutta la carriera nel Bayern Monaco, con cui vinse il campionato tedesco nel 1932.

## Palmarès

### Club

#### Competizioni nazionali
- Campionato tedesco: 1

Bayern Monaco: 1931-1932